# 김취려 묘
김취려 묘(金就礪 墓)는 인천광역시 강화군 양도면에 있는 김취려의 무덤이다. 2010년 12월 6일 인천광역시의 문화재자료 제25호로 지정되었다.

## 같이 보기
- 김취려

## 참고 자료
- 김취려 묘 - 국가유산청 국가유산포털